# Ranunculus furcatifidus
Ranunculus furcatifidus är en ranunkelväxtart som beskrevs av Wen Tsai Wang. Ranunculus furcatifidus ingår i släktet ranunkler, och familjen ranunkelväxter. Inga underarter finns listade i Catalogue of Life.